# Russisk skilla
Russisk skilla (Scilla sibirica) er en lav, flerårig løgplante med blå blomster. Den blomstrer i det tidlige forår og dyrkes i mange haver og parker.

## Kendetegn
Russisk skilla er en løvfældende, flerårig løgplante, der danner 2-4 oprette til opstigende, linjeformede blade med hel rand, parallelle bladribber og bådformet spids. Begge sider er græsgrønne og svagt blåduggede. Blomstringen foregår i marts-april, hvor blomsterne sidder i 1-3 tallige, endestillede stande på en bladløs stængel. De enkelte blomster er 3-tallige, regelmæssige og nikkende med blå blosterblade. Frugten er en kapsel, der bliver violet ved modning. Frøene er brune.
Rodsystemet består af grove trævlerødder, der alle udgår fra løgets underside.
Russisk skilla når en højde på ca. 20 cm og en bredde på ca. 5 cm.

## Udbredelse
Russisk skilla har sin naturlige udbredelse i Lilleasien, Kaukasus, Iran, Irak samt Europæisk Rusland og Ukraine. Den findes i åbne skovstepper, hvor jordbunden er fugtig og muldrig. I det østlige Ukraine findes åbne skove, domineret af  stilkeg. Her er russisk skilla en karateristisk skovbundsplante, og den vokser sammen med bl.a. avnbøg, hasselurt, fembladet springklap, fingerstar, fuglekirsebær, gul anemone, hvas randfrø, kantet konval, kirsebærkornel, nikkende flitteraks, russisk løn, skovviol, skvalderkål, sort druemunke, spidsløn, stilkeg, sød astragel, Tulipa quercetorum (en art af tulipan), vorterod og vårfladbælg

## Note
1. ↑  S.L. Mosyakin: Forests of the order Fagetalia sylvaticae in Ukraine – en oversigt over de forskellige typer af løvfældende skove i Ukraine (engelsk)